# Horton (fiume Canada)

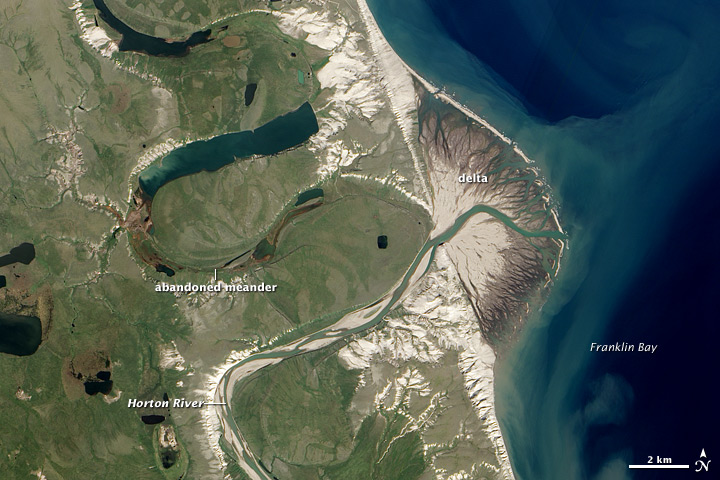
Delta del fiume fotografato nel 2012

L'Horton  è un fiume del Canada lungo 618 chilometri, che nasce da un piccolo lago che si trova nella Regione di Kitikmeot, nel Nunavut, a circa 100 chilometri a nord del Grande Lago degli Orsi, poi entra nei Territori del Nord-Ovest e sfocia nel Golfo di Amundsen.